# Interstate Commerce Commission
L'Interstate Commerce Commission ou ICC est un organisme de régulation aux États-Unis créé par l'Interstate Commerce Act de 1887, qui fut signé par le président Grover Cleveland. L'agence fut supprimée en 1995 et ses fonctions restantes transférées au Surface Transportation Board.
Les 5 membres de la commission étaient nommés par le président des États-Unis avec la confirmation du Sénat des États-Unis. Ce fut la première agence indépendante du gouvernement des États-Unis (et improprement appelé quatrième branche du gouvernement). Les buts initiaux de l'ICC étaient de réguler les chemins de fer (et plus tard aussi le transport routier) pour s'assurer de justes prix et réguler les autres aspects du transport.
L'ICC fut mise en cause dans des affaires de trafic d'influence en faveur d'entreprise de transport routier et de racketteurs appartenant à la pègre.